# ریوآچا
ریوآچا (به اسپانیایی: Riohacha) یک سکونتگاه مسکونی در کلمبیا است که در بخش لا گواخیرا واقع شده‌است.

## خصوصیات
ریوآچا ۳٬۱۲۰ کیلومترمربع مساحت و ۱۵۰٬۵۴۹ نفر جمعیت دارد و ۵ متر بالاتر از سطح دریا واقع شده‌است.

## نگارخانه

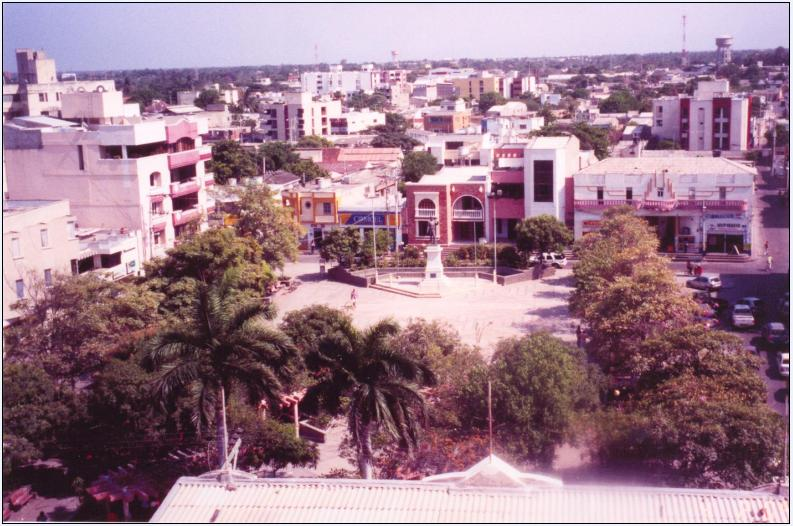